# Barraques
|  | Per a altres significats, vegeu «barraca». |

Barraques (en castellà i oficialment Barracas, també conegut com a Las Barracas de San Pedro) és un municipi del país valencià de la comarca de l'Alt Palància, que limita amb els de Pina, Toràs, El Toro i Viver, tots en territori valencià.

## Geografia
Situat en el Pla de Barraques, entre les serres d'Espina, del Toro i Javalambre, al seu terme hi ha el cim del Ragudo (1.076 m), el Mazorral, amb carrasques, l'Alto Limbo o el Palancar.
El clima és de tipus mediterrani sec, encara que és notòria la influència continental a causa de la seua distància del mar i la seua altitud. Així, els hiverns solen ser frígids, arribant-se alguns anys a valors absoluts de -18 °C, encara que la temperatura mínima mitjana d'hivern és d'uns -3 °C i la temperatura màxima mitjana d'uns 8 °C. A l'estiu es mostra una clara tendència continental, amb temperatures elevades durant el dia i una marcada baixada de les temperatures a la nit. Les precipitacions no són abundants, encara que a l'estiu solen produir-se tempestes freqüents, a sovint acompanyades de graníssol.

## Història
Hi ha al terme vestigis ibers en les partides de Castellar i Rajola; romans en la vil·la romana de la partida de Los Prados i al Castillejo. L'any 1269, Jaume I (1208-1276) va donar la població al seu fill, Jaume Pérez (1255?-1285), que va poblar-la amb cristians vells i la incorporà a Xèrica, la qual cosa suposà un plet territorial amb Terol que, mitjançant la intervenció reial, acabà cedint a Jaume de Xèrica tots els drets. En 1336, sent senyoriu de Pere d'Híjar, Pere de Xèrica, ressentit amb el rei, atacà la comarca i va cremar el poble. Posteriorment fou senyoriu del duc de Berwick. En pujar al tron Martí l'Humà (1356-1410), fou bé de reialenc; el 4 de juliol de 1431, el rei Joan de Navarra, germà d'Alfons III d'Aragó (1396-1458), la vengué per 24.000 florins juntament amb Pina i Xèrica a Francesc Zarzuela i els seus successors, el comte d'Aranda, i el monestir de Sant Miquel dels Reis, de València.

## Demografia
| 1900 | 1910 | 1920 | 1930 | 1940 | 1950 | 1960 | 1970 | 1981 | 1991 | 2000 | 2005 | 2007 |
| ---- | ---- | ---- | ---- | ---- | ---- | ---- | ---- | ---- | ---- | ---- | ---- | ---- |
| 495  | 517  | 518  | 484  | 467  | 550  | 426  | 300  | 232  | 170  | 159  | 195  | 186  |

## Economia
La seua economia ha sigut tradicionalment agrícola i ramadera, però actualment té un ample equipament hostaler propiciat per la seua situació de pas cap a Aragó.

## Llocs d'interés
- Via verda d'Ojos Negros.
- Mont el Mazorral, carrasques.
- L'alt Limbo.
- El Palancar, rebolls, pins, carrasques, etc.
- Font de Sant Pere.
- Font de Martí López.
- La Canyada.
- La Rambla.
- Ermita de Sant Roc. De l'any 1937, fon construïda per la companyia Central d'Aragó, que és qui va construir el ferrocarril València-Calataiud. L'ermita originària no estava en l'actual emplaçament de la partida de Martín-López, sinó que va ser derrocada perquè hi poguera passar la línia del ferrocarril, per això en compensació se li va construir l'actual. L'actual és un edifici senzill de maçoneria amb carreus en els cantons d'una nau de tres trams amb porxe d'accés als peus i tres arcs de mig punt. Té contraforts exteriors, coberta de dos aiguavessos. Crida l'atenció l'orientació a ponent, que no respon a la tradició de les esglésies cristianes, mantinguda fins al segle xx.

- Església de Sant Pere. Del segle xv al xviii. Reformada a principis del s. XVI, és d'estil gòtic, i en destaquen les voltes gòtiques de l'interior, sobretot la de l'altar Major, en la part central del qual presenta una rosassa. També destaquen els arcs de la frontera exterior del temple; en l'interior destaquen les imatges de sant Pere, La Divina Pastora i la imatge de Crist en la creu en l'altar major.

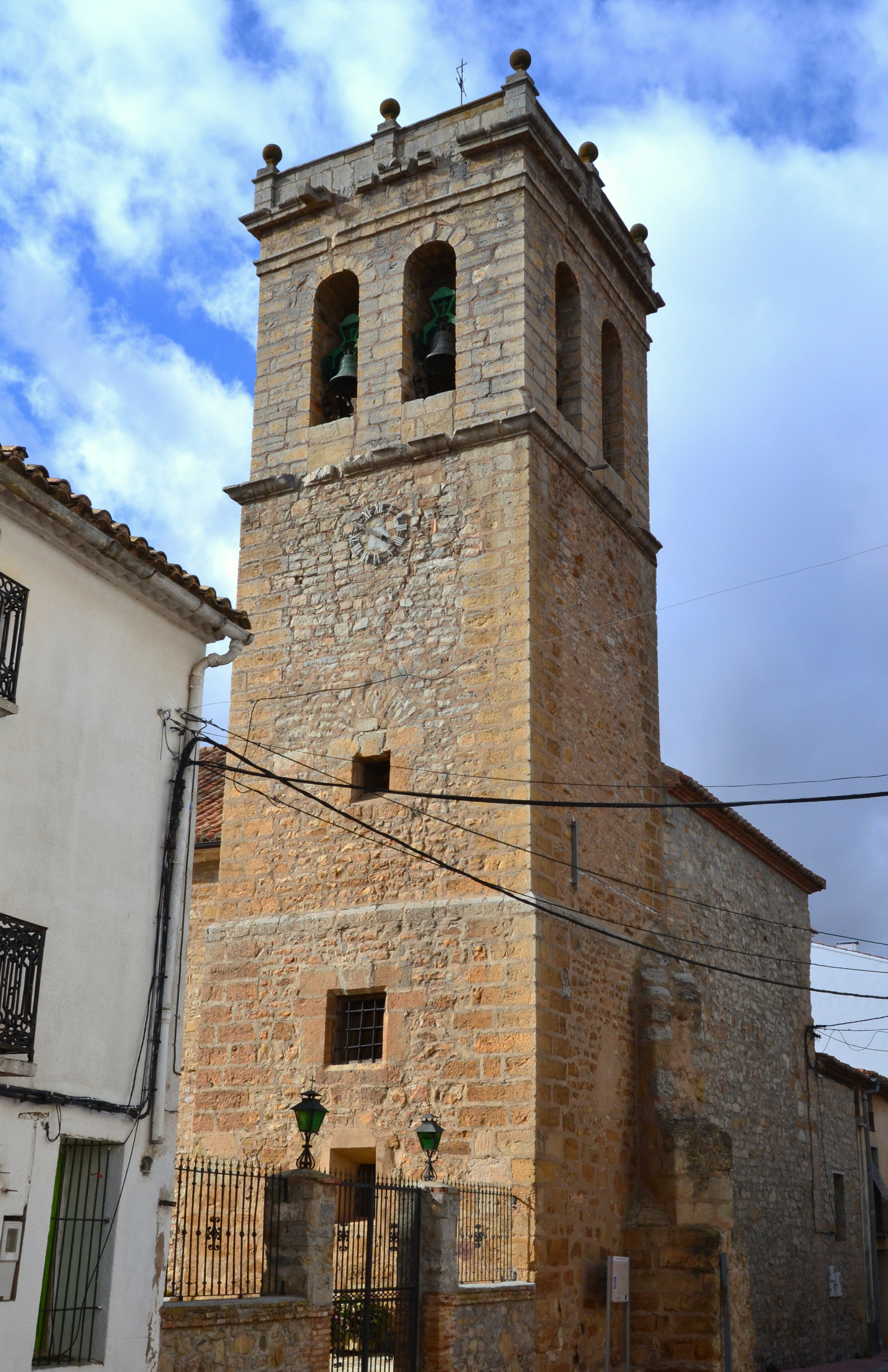
Campanar de l'església de Sant Pere

- Façanes del carrer Terol. Destaquen pels edificis de maçoneria amb pedres en finestrals i portals.

- Font de Sant Pere. Del segle xvi. Antigament servia de proveïment al poble de Barraques. Construïda amb carreus que formen una petita fornícula, i presenta una inscripció que indica l'any 1576; a més, hi ha gravades dues claus en aspes.

- Vil·la romana. Al costat del camí de Llíria en la partida los Prados, les ruïnes d'origen romà el Castillejo, en la partida el Mazorral; les ruïnes ibèriques existents en les partides del Castellar i Rajola; també cal destacar la calçada romana Barraques-Llíria, en l'actual camí de Llíria.

## Festes i celebracions
- Festes de Sant Roc. El 14 d'agost.
- Diumenge de la rosa. Festa que se celebra el primer diumenge de maig en honor de la Divina Pastora.
- Sant Pere. El 29 de juny.
- Sant Antoni. El 17 de gener.